# Edwin Stanton Faust
Edwin Stanton Faust (* 22. August 1870 in Baltimore; † 14. September 1928) war ein deutsch-amerikanischer Pharmakologe und Toxikologe.

## Leben
Faust war der Sohn deutschamerikanischer Eltern. Er studierte Chemie und Medizin an der Johns Hopkins University und an der Ludwig-Maximilians-Universität München, an der er 1893 promoviert wurde (Dr. phil.). 1894/95 war er Assistent in Baltimore an der Johns Hopkins University und 1896 wurde er Assistent am Pharmakologischen Institut der Universität Straßburg bei Oswald Schmiedeberg, bei dem er 1898 zum Dr. med. promovierte. 1900 habilitierte er sich in Pharmakologie.
1907 wurde er ordentlicher Professor für Pharmakologie an der Julius-Maximilians-Universität Würzburg. 1920 wurde er emeritiert, sein Nachfolger war Ferdinand Flury. Er ging in die Schweiz und war bis 1923 Vorstand der Biologischen Abteilung der Gesellschaft für Chemische Industrie. Außerdem war er Dozent an der Universität Basel.
Schwerpunkt seiner Forschung waren tierische und bakterielle Gifte. Er verfasste den Abschnitt tierische Gifte im Handbuch der inneren Medizin (1. Auflage, Band 6) und für das Handbuch der biologischen Arbeitsmethoden von Emil Abderhalden sowie Handbuch der Tropenkrankheiten. Er entdeckte das Fäulnisgift  Sepsin (1904), das der Pharmakologe Oswald Schmiedeberg und der Chirurg Ernst von Bergmann bereits 1863 untersucht hatten, wies als Erster Immunisierung gegen abiurete Gifte nach und  befasste sich mit der Wirkung von Morphin und mit synthetischem Digitalis.

## Schriften
- Die Tierischen Gifte, Springer 1906
- mit Max Cloetta, Erich Hübener, F. Flury, H. Zangger, Herausgeber Ferdinand Flury und Heinrich Zangger: Lehrbuch der Toxikologie für Studium und Praxis, Springer 1928